# Backvägstekel
Backvägstekel (Priocnemis pusilla) är en stekelart som först beskrevs av Jørgen Matthias Christian Schiødte 1837.  Backvägstekel ingår i släktet sågbenvägsteklar, och familjen vägsteklar. Enligt den finländska rödlistan är arten starkt hotad i Finland. Arten är reproducerande i Sverige. Artens livsmiljö är torra gräsmarker.